# Aspidimorpha maffinbayensis
Aspidimorpha maffinbayensis es un coleóptero de la familia Chrysomelidae.
Fue descrita científicamente por primera vez en 1992 por Borowiec.